# Jan Maciej Bold

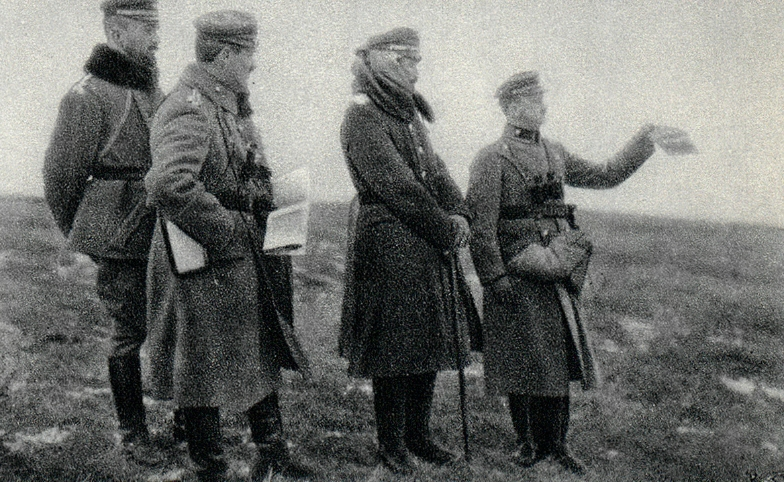
Por. Bold i płk Zieliński na punkcie obserwacyjnym podczas strzelania artyleryjskiego. Okres służby w Polskim Korpusie Posiłkowym

Jan Maciej Bold (ur. 25 grudnia 1885 w Krakowie, zm. 26 lipca 1953 w Częstochowie) – pułkownik artylerii Wojska Polskiego, kawaler Orderu Virtuti Militari, działacz społeczny.

## Życiorys
W czasie I wojny światowej walczył w Legionach Polskich. Służbę wojskową rozpoczął w 1 pułku artylerii jako kanonier. Następnie objął dowództwo 1 baterii. W 1917, po kryzysie przysięgowym został dowódcą I dywizjonu, uzbrojonego w 8 cm armaty polowe wzór 1905. Dywizjon wchodził w skład 1 pułku artylerii dowodzonego przez mjra Włodzimierza Zagórskiego. Pułk podlegał dowódcy Polskiego Korpusu Posiłkowego.
Jako oficer byłego Polskiego Korpusu Posiłkowego reskryptem Rady Regencyjnej z 25 października 1918 został przydzielony do podległego jej Wojska Polskiego. 
11 listopada 1918 w Warszawie na czele oddziału złożonego z ochotników opanował Cytadelę, a następnie, w oparciu o zdobyte konie i sprzęt artyleryjski, przystąpił do organizacji 7 pułku artylerii polowej. W czerwcu 1919 został dowódcą III dywizjonu 2 pułku artylerii polowej Legionów. Na czele tego pododdziału walczył na wojnie z bolszewikami. W sierpniu 1920 objął dowództwo 2 pap Leg.
Po zakończeniu działań wojennych powierzono mu pełnienie obowiązków dowódcy tego oddziału artylerii polowej. Wiosną 1924, po mianowaniu pułkownikiem, zatwierdzony został na stanowisku dowódcy wspomnianej jednostki. W maju 1927 przeniesiony został z garnizonu Kielce do garnizonu Kraków na stanowisko zastępcy szefa 5 Okręgowego Szefostwa Artylerii. W sierpniu tego samego roku został szefem 5 Okręgowego Szefostwa Artylerii. W lutym 1929 został dowódcą 5 Grupy Artylerii.
29 października 1929 wyznaczony został na stanowisko szefa Departamentu Artylerii Ministerstwa Spraw Wojskowych. Obowiązki szefa departamentu przejął od płka. dypl. Emila Przedrzymirskiego-Krukowicza, mianowanego dowódcą piechoty dywizyjnej 7 Dywizji Piechoty. W tym samym czasie jego zastępcą na stanowisku szefa departamentu mianowany został płk art. Stanisław Henryk Józef Więckowski, dotychczasowy dowódca 17 pułku artylerii polowej. W okresie od 6 grudnia 1930 do 31 lipca 1931 był słuchaczem V Kursu Centrum Wyższych Studiów Wojskowych w Warszawie. W grudniu 1934 zwolniony został z zajmowanego stanowiska z zachowaniem dotychczasowego dodatku służbowego. Na stanowisku szefa departamentu zastąpił go pułkownik Leopold Cehak. Z dniem 31 stycznia 1935 przeniesiony został w stan nieczynny na okres jedenastu miesięcy, a z dniem 31 grudnia 1935 przeniesiony w stan spoczynku. W latach 1936–1939 był dyrektorem administracyjno-handlowym Państwowej Wytwórni Prochu w Pionkach . W 1939 przekroczył granicę Polski w Zaleszczykach, internowany w Rumunii. W 1945 wrócił do Polski i zamieszkał w Częstochowie.
Płk dypl. art. Jan Andrzej Ciałowicz w opracowaniu Artyleria polska 1935–1939, organizacja, uzbrojenie, taktyka, przygotowanie do wojny, złożonym w Wojskowym Instytucie Historycznym, wydał bardzo negatywną i subiektywną opinię na temat pułkownika Bolda stwierdzając, że «pod względem artyleryjskim, zarówno technicznym jak i taktycznym, kompletny nieuk, którego chyba jedynym tytułem do sprawowania tej funkcji była służba w Legionach od prostego kanoniera i kompletna bezwolność wobec przełożonych (...) Okres jego „szefostwa” to najciemniejsza karta w historii dwudziestolecia artylerii polskiej. Sam niezdolny do żadnej twórczej inicjatywy, nie dopuszczał do głosu nikogo, kto mógłby w sprawach artylerii wystąpić z jakimś projektem. Wyżywał się w sprawach personalnych grzebiąc tych wszystkich, którzy w nie dość jaskrawy i służalczy sposób podkreślali swój stosunek do sanacyjnego reżimu (...) Na szczęście dla artylerii nadszedł dla Bolda wiek emerytalny; w 1935 r. kończył właśnie 50 lat, a że nawet jego władza nie uważała go za godnego awansu na generała, musiał odejść z czynnej służby wojskowej».

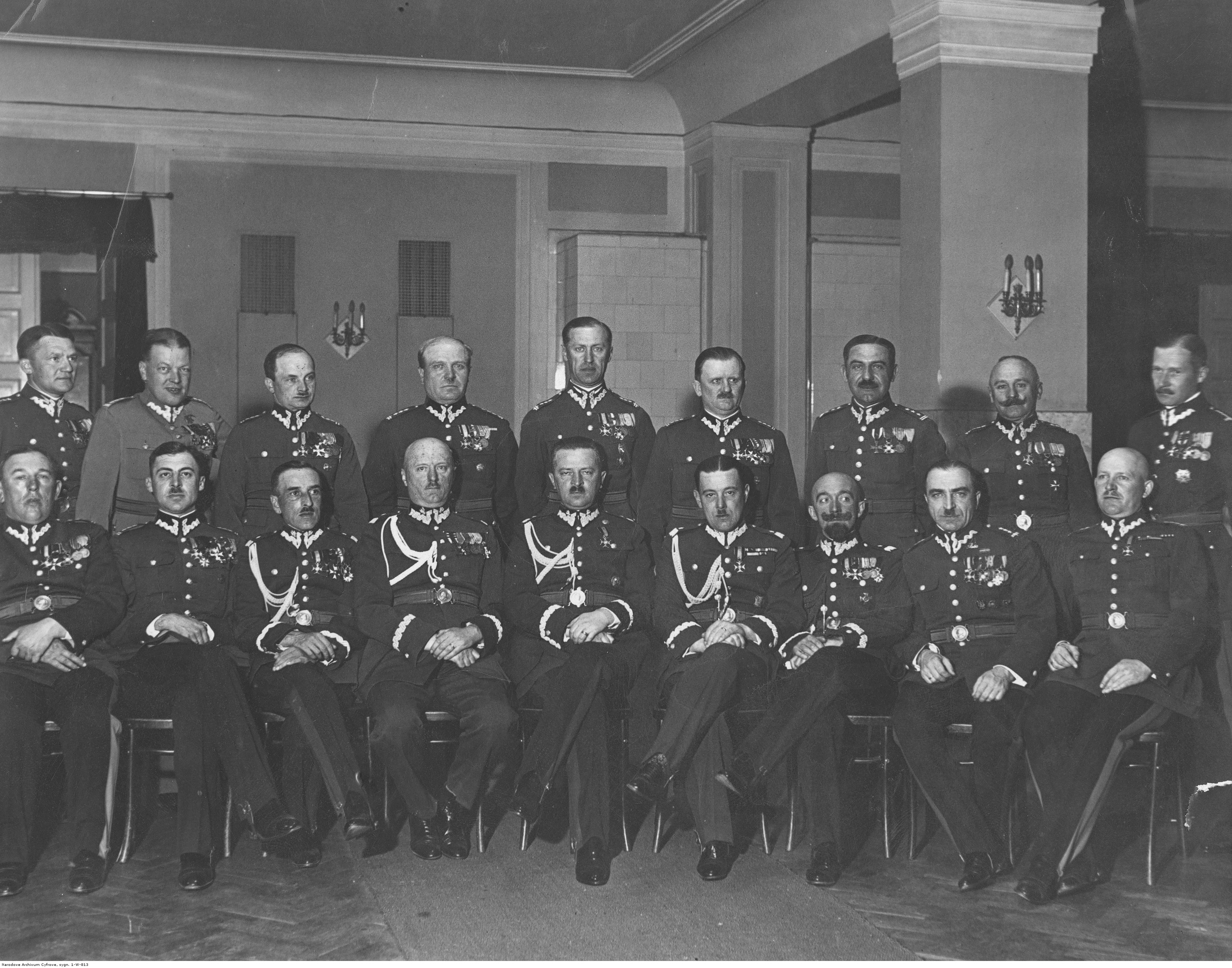
Płk. Jan Maciej Bold (stoi 4. z prawej).

## Awanse
- chorąży – 24 grudnia 1914

- podporucznik – 22 stycznia 1915

- porucznik – 9 października 1915
- kapitan – 1916
- major – 1917
- podpułkownik – 3 maja 1922 zweryfikowany ze starszeństwem z dniem 1 czerwca 1919
- pułkownik – 31 marca 1924 ze starszeństwem z dniem 1 lipca 1923 i 8 lokatą w korpusie oficerów artylerii

## Ordery i odznaczenia
- Krzyż Srebrny Orderu Wojskowego Virtuti Militari nr 4248 (1921)[11]
- Krzyż Niepodległości (6 czerwca 1931)[12]
- Krzyż Oficerski Orderu Odrodzenia Polski (10 listopada 1928)[13][14]
- Krzyż Walecznych (czterokrotnie)[15]
- Złoty Krzyż Zasługi (trzykrotnie: 17 marca 1930[16], 11 listopada 1937[17], 30 lipca 1938[18])
- Medal Pamiątkowy za Wojnę 1918–1921[15]
- Medal Dziesięciolecia Odzyskanej Niepodległości[15]